# Johan II Schellaert van Obbendorf

Familiewapen
Schellaert

Johan II Schellaert van Obbendorf (- 9 maart 1336) uit het Huis Schellaert. Hij was een zoon van Jan Schellaert van Obbendorf heer van Niederen en diens eerste vrouw Adelive van Pallant. 
Hij trouwde (1) met Mahant van Randerode. Uit zijn eerste huwelijk is geboren:
- Agnès Schellaert van Obbendorf (-1372), religieuze in de Sint Agneskapel in de Dom van Keulen.
- Anne Schellaert van Obbendorf, trouwde met Willem van Goltstein heer van Horst

Hij trouwde (2) met Marguerite van Wachtendonck. Zij was een dochter van Arnold van Wachtendonck en Anne van Millendonck. Uit zijn tweede huwelijk is geboren:
- Reinhard Schellaert van Obbendorf
- Walburgis Schellaert van Obbendorf, trouwde met Walraven van Wittenhorst heer van Wittenhorst. Hij was de zoon van Anthon Wittenhorst en Amelberge van Teckelen.
- Adolf Schellaert van Obbendorf, ridder in de Duitse Orde
- Johan III Schellaert van Obbendorf heer van Gürzenich en Geysteren (-ca. 1368). Hij trouwde met Bella (Beatrix/Sybille) van Vercken (-na 1403).